# 流浪地球3
《流浪地球3》是一部由中国大陆制作的科幻电影，于2025年4月15日正式开机拍摄。该片改编自刘慈欣的同名小说《流浪地球》，由郭帆执导，刘慈欣担任监制，是《流浪地球》系列的第三部作品，承接2019年的《流浪地球》和2023年的《流浪地球2》的剧情。影片将分为《流浪地球3（上）》与《流浪地球3（下）》两部<，分别计划于2027年2月6日（农历新年大年初一）和2028年上映。
故事延续前作设定，描述太阳即将发生氦闪，人类为躲避灾难，在地球表面建造行星发动机，推动地球离开太阳系，前往半人马座α星系。然而，漫长的宇宙旅程充满危机，新一代年轻人必须挺身而出，面对未知威胁，展开生死之战。影片主演包括吴京、刘德华、沈腾、李雪健、屈楚萧、赵今麦等原班人马。  
製作方面，劇組採用上下部連拍模式，拍攝週期預計8個月，預算較前作翻倍，並引入國內科技企業的技術支援，力求在視覺效果上達到系列巔峰。影片繼續在青島東方影都拍攝，延續前兩部的工業化製作模式。導演郭帆表示，本片將探討當代年輕人「反奮鬥」情緒，試圖通過科幻敍事喚醒觀眾的存在感與意義感，而非採用傳統勵志手法。

## 剧情
太阳即将氦闪，人类在地球表面建造了一万座行星发动机，寻找新的家园。然而宇宙之路危机四伏，为了拯救地球，流浪地球时代的年轻人再次挺身而出，展开争分夺秒的生死之战。

## 演员表
- 沈腾
- 吴京 饰 刘培强
- 刘德华 饰 图恒宇
- 李雪健 饰 周喆池
- 屈楚萧 饰 刘启
- 李光洁 饰 王磊
- 佟丽娅 饰 图恒宇妻子
- 赵今麦 饰 韩朵朵（刘启妹妹）
- 沙溢 饰 张鹏
- 宁理 饰 马兆
- 王智 饰 韩朵朵（刘启母亲）
- 朱颜曼滋 饰 郝晓晞
- 张亦弛 饰 李一一
- 王若熹 饰 图丫丫
- 屈菁菁 饰 周倩
- 杨轶 饰 杨捷
- 馬麗
- 隋凯（Michael Stephen） 饰 蒂姆Tim
- 杨皓宇 饰 何连科
- 安地（Andy Friend）饰 迈克Mike
- 姜志刚 饰 赵志刚
- 张欢 饰 黄明
- 李虹辰 饰 张小强
- 胡先煦

## 製作
2025年4月15日，该片正式开机。